# 鵜沼宝積寺町
鵜沼宝積寺町（うぬまほうしゃくじちょう）は、岐阜県各務原市の地名。現行行政町名は鵜沼宝積寺町一丁目から鵜沼宝積寺町六丁目。

## 地理
各務原市の東部の鵜沼地区に属し、各務原市の最も東に位置する。木曽川を挟んで愛知県と接する。
町域の東部は愛知県犬山市、西部は鵜沼、鵜沼山崎町、南部は桜木町及び愛知県犬山市、北部は鵜沼に接する。
地名は、宝積寺山（標高：141.5m）の東南に位置することに因む。かつては鵜沼町宝積寺区であった。宝積寺山にはかつて「宝積寺」という寺院が存在したが、後に坂祝町に移っている（宝積寺を参照）。
町域にはJR高山本線が通過する。
道路
- 県道207号各務原美濃加茂線
- 新鵜沼台通り

## 歴史
この地域は鵜沼町を構成する古くからある集落の一つであり、宝積寺区と呼ばれていた。
1976年（昭和51年）に各務原市宝積寺土地区画整理組合が設立され、この地域の10.98haの土地区画整理事業を開始する。土地区画整理事業は1981年（昭和56年）に完了。
1982年（昭和57年）、鵜沼の一部をもって鵜沼宝積寺町を設置する。
都築紡績鵜沼工場の跡地を整備するために2010年（平成22年）に鵜沼駅東部第二土地区画整理組合が設立され、鵜沼宝積寺町の一部を含む12.82haの土地区画整理事業を開始する。土地区画整理事業は2014年（平成26年）に完了し、同年6月に鵜沼宝積寺町、鵜沼山崎町などの一部をもって桜木町が設置される。

## 世帯数と人口
2024年（令和6年）10月1日現在の世帯数と人口は以下の通りである。
| 丁目               | 世帯数  | 人口    |
| ------------------ | ------- | ------- |
| 鵜沼宝積寺町一丁目 | 95世帯  | 240人   |
| 鵜沼宝積寺町二丁目 | 96世帯  | 200人   |
| 鵜沼宝積寺町三丁目 | 67世帯  | 152人   |
| 鵜沼宝積寺町四丁目 | 57世帯  | 147人   |
| 鵜沼宝積寺町五丁目 | 101世帯 | 256人   |
| 鵜沼宝積寺町六丁目 | 95世帯  | 208人   |
| 計                 | 511世帯 | 1,203人 |

## 小・中学校の学区
市立小・中学校に通う場合、学区は以下の通りとなる。
| 番・番地等 | 小学校                   | 中学校               |
| ---------- | ------------------------ | -------------------- |
| 全域       | 各務原市立鵜沼第三小学校 | 各務原市立緑陽中学校 |

## 交通
- 各務原市ふれあいバス鵜沼線、東西線朝夕便

## 主な施設
- 貞照寺
- 萬松園
- 宝積寺北公園
- 宝積寺東公園
- 宝積寺公園
- 大塚公園
- 大塚南公園
- 宝積寺公民館
- 貞照寺集会所